# تایگای اسکاندیناوی و روسیه
تایگای اسکاندیناوی و روسیه (به لاتین: Scandinavian and Russian taiga) یک منطقهٔ مسکونی و جنگل در روسیه است.